# Liste des ponts bâtis d'Europe
Cet article recense les ponts bâtis en Europe. Un pont bâti est un pont sur lequel sont érigées une ou plusieurs structures (habitations, commerces, etc.), en plus de sa fonction de support à une voie de communication.

## Liste
| Pont                 | Ville               | Pays               | Coordonnées                        | Images |
| -------------------- | ------------------- | ------------------ | ---------------------------------- | ------ |
| Alte Nahebrücke (de) | Bad Kreuznach       | Allemagne          | 49° 50′ 41″ nord, 7° 51′ 28″ est   |        |
| Ellerbach-Brücke     | Bad Kreuznach       | Allemagne          | 49° 50′ 46″ nord, 7° 51′ 22″ est   |        |
| Krämerbrücke         | Erfurt              | Allemagne          | 50° 58′ 43″ nord, 11° 01′ 51″ est  |        |
| Innere Brücke        | Esslingen am Neckar | Allemagne          | 48° 44′ 28″ nord, 9° 18′ 25″ est   |        |
| Maintor              | Marktbreit          | Allemagne          | 49° 40′ 04″ nord, 10° 08′ 38″ est  |        |
| Fronveste (de)       | Nuremberg           | Allemagne          | 49° 27′ 15″ nord, 11° 04′ 15″ est  |        |
| Hudebrücke           | Stade               | Allemagne          | 53° 36′ 11″ nord, 9° 28′ 33″ est   |        |
| Rabotbrug            | Gand                | Belgique           | 51° 03′ 37″ nord, 3° 42′ 48″ est   |        |
| Pont couvert (en)    | Lovetch             | Bulgarie           | 43° 07′ 57″ nord, 24° 43′ 00″ est  |        |
| Pont Saint-Père      | Chartres            | France             | 48° 26′ 38″ nord, 1° 29′ 40″ est   |        |
| Pont de Rohan        | Landerneau          | France             | 48° 27′ 00″ nord, 4° 14′ 57″ ouest |        |
| Pont des Marchands   | Narbonne            | France             | 43° 11′ 00″ nord, 3° 00′ 13″ est   |        |
| Pont Christ          | Pont-l'Abbé         | France             | 47° 52' 0'' nord,4° 13' 19'' ouest |        |
| Vieux-Moulin         | Vernon              | France             | 49° 05′ 51″ nord, 1° 29′ 17″ est   |        |
| Pont-colombier       | Veyrac              | France             | 45° 53′ 36″ nord, 1° 06′ 29″ est   |        |
| Ponte Vecchio        | Florence            | Italie             | 43° 46′ 05″ nord, 11° 15′ 12″ est  |        |
| Pont du château      | Český Krumlov       | République tchèque | 48° 48′ 45″ nord, 14° 18′ 47″ est  |        |
| Pont Pulteney        | Bath                | Royaume-Uni        | 51° 22′ 48″ nord, 2° 19′ 49″ ouest |        |
| Pont                 | Frome               | Royaume-Uni        | 51° 13′ 56″ nord, 2° 19′ 13″ ouest |        |
| High Bridge          | Lincoln             | Royaume-Uni        | 53° 13′ 32″ nord, 0° 30′ 48″ ouest |        |